# Перша ліга (Шотландія)
Шотландська Перша ліга — третій рівень Шотландської професійної футбольної ліги, заснованої у 2013 шляхом об'єднання Шотландської футбольної ліги та Прем'єр-ліги. Еквівалент колишнього Другого дивізіону ШФЛ.

## Формат змагання
Ліга складається з 10 команд, які грають між собою по 4 рази (2 вдома і 2 на виїзді). Команди отримують 3 очки за перемогу і 1 очко за нічию. В разі поразки бали не нараховуються. У випадку, коли декілька команд набрали однакову кількість очок враховується спочатку різниця забитих і пропущених м'ячів, а потім кількість забитих м'ячів. В кінці кожного сезону клуб з найбільшою кількістю очок оголошується переможцем першості. Якщо кількість набраних очок у кількох команд рівна, то різниця м'ячів, а потім (при однаковій різниці) кількість забитич м'ячів визначають переможця. Команда, яка зайняла 1-е місце за підсумками сезону напряму потрапляє до Чемпіоншипу. Водночас команда, яка займає 10-е місце, автомапично опиняється в Другії лізі. Клуби, які зайняли 2-е, 3-є, 4-е, а також команда, що зайняла 9-е місце, грають в плей-офф за право виступати в Чемпіоншипі або можливість залишитися в Першій лізі відповідно.

## Клуби
Наступні клуби змагаються в Першій лізі в сезоні 2014-15:
- Брігін Сіті
- Грінок Мортон
- Данфермлін Атлетік
- Ейрдріоніанс
- Ейр Юнайтед
- Пітерхед
- Стенхаузмур
- Стерлінг Альбіон
- Странрар
- Форфар Атлетік